# Cernotina sinosa
Cernotina sinosa är en nattsländeart som beskrevs av Ross 1952. Cernotina sinosa ingår i släktet Cernotina och familjen fångstnätnattsländor. Inga underarter finns listade i Catalogue of Life.